# França e as Nações Unidas
A República Francesa é membro fundador da Organização das Nações Unidas e um dos cinco membros permanentes do Conselho de Segurança da ONU.

## Poder de veto
A França tem usado seu poder de veto com moderação, tendo vetado 18 resoluções entre 1949-2007, em comparação com 82 dos Estados Unidos e 123 pela União Soviética e Rússia, 32 pela Grã-Bretanha e 6 pela China. A França usou seu poder de veto junto com o Reino Unido, para vetar uma resolução para resolver a Crise do Suez em 1956. A França também usou um veto em 1976 sobre a questão da independência de Comores, quando a Ilha Mayotte foi mantida como um território francês, devido à votação da população local. Em 2002, a França ameaçou vetar a Resolução 1441 no começo da Guerra do Iraque em 2003.
Lista de todos os vetos franceses:
- 26 de junho de 1946: Questão Espanhola
- 25 de agosto de 1947: Questão Indonésia
- 30 de outubro de 1956 (duas vezes): Questão Palestina: Passos para a Cessação Imediata da Ação Militar de Israel no Egito
- 30 de outubro de 1974: África do Sul (Representação na ONU)
- 6 de junho de 1975: Questão da Namíbia
- 6 de fevereiro de 1976: Disputa entre Comores e França sobre Mayotte
- 19 de outubro de 1976: Situação na Namíbia
- 31 de outubro de 1977 (três vezes): Situação na África do Sul
- 30 de abril de 1981 (quatro vezes): Questão da Namíbia
- 21 de abril de 1986: Queixa da Líbia contra o ataque dos EUA
- 11 de abril de 1989: Queixa da Líbia contra os aviões não-pilotados dos EUA
- 23 de dezembro de 1989: Situação no Panamá

## Diversos
- O Francês é uma das línguas de trabalho do Secretariado da ONU, sendo a primeira do Inglês[3]
- A França é um dos principais contribuintes do orçamento regular da ONU (6,5 do orçamento de 2001)[4]